# Jaroslava Varella Valentová
Jaroslava Varella Valentová (* 1. srpna 1981, Třebíč) je česká antropoložka, odbornice na etologii, evoluční psychologii a evoluční antropologii. Zabývá se sexuální orientací, genderem a maskulinitou.

## Biografie
Mezi lety 2000 a 2005 vystudovala Fakultu humanitních studií na Univerzitě Karlově v Praze, následně pak tamtéž absolvovala magisterské studium. V letech 2006 až 2010 vystudovala tamtéž doktorské studium Antropologie. V letech 2008 a 2009 absolvovala stáž na Northwestern University v Chicagu. Následně se věnovala postdoktorskému studiu v Centru pro teoretická studia UK, v letech 2009 až 2011 působila také jako výzkumná pracovnice katedry Antropologie na Fakultě humanitních studií UK.
V roce 2013 byla zaměstnána jako výzkumná pracovnice v Centru pro teoretická studia Univerzity Karlovy a Akademie věd České republiky. V roce 2015 nastoupila na výzkumnou pozici na univerzitě v São Paulu.

## Publikace (výběr)
- Evoluční teorie mužské homosexuality (2012)
- Souvislost mužské sexuální orientace a série narození: recenze (2012)
- Preferences for facial and vocal maskulinity in homosexual men: the role of relationship status, sexual restrictiveness, and self-perceived masculinity (spoluautor, 2013)
- Shape differences between the faces of heterosexual and homosexual men (spoluautor, 2014)